# 松原智惠子
松原智惠子（日语：松原 智恵子，1945年1月6日—），日本女演員，曾為日本五大電影公司之一「日活」的招牌女演員。曾演出電影《再見，總有一天》、《生命的探戈 （页面存档备份，存于）》等。

## 經歷
1960年代，松原在高中時期參加日活電影公司的選秀大賽而入選，做為獎勵，電影公司讓松原在電影拍攝現場學習，因而出道。在日活時期，開始擔任多部動作片和青春題材電影的女主角。1971年8月離開日活，將發展重心轉往拍攝電視劇。
松原在1960年代被稱為代表名古屋的美人之一，與吉永小百合、和泉雅子並稱為「日活三人娘」。1967年，當時流行的電影明星照片，松原的個人照銷量甚至超越吉永小百合、富司純子、和泉雅子、酒井和歌子、內藤洋子等人，為第一位。松原以都會路線的清純派之姿獲得當時絕頂的人氣。

## 人物
松原老家為名古屋市，因為躲避1945年的名古屋大空襲，母親在岐阜縣生下松原。第二次世界大戰的轟炸過後，才回到家鄉名古屋。家裡經營澡堂。

## 外部連結
- 經紀公司 （页面存档备份，存于）
- ニッポン放送「うえやなぎまさひこの サプライズ!」の「10時のちょっといい話」松原智恵子 （页面存档备份，存于）